# ناثانيل فيلبريك
ناثانيل فيلبريك (بالإنجليزية: Nathaniel Philbrick)‏ (من مواليد 11 يونيو 1956) هو مؤلف أمريكي وعضو في عائلة فيلبريك الأدبية. فاز بجائزة الكتاب الوطني لعام 2000 عن تاريخه البحري ، في قلب البحر : مأساة الحوت إسكس .    حصل فيلم ماي فلور لعام 2006 : قصة من الشجاعة، والمجتمع، والحرب على واحد من أفضل عشرة كتب في مجلة New York Times ، ونهض بجائزة بوليتزر للتاريخ .